# Monopenchelys
Monopenchelys is een monotypisch geslacht van straalvinnige vissen uit de familie van de murenen (Muraenidae).

## Soort
- Monopenchelys acuta (Parr, 1930)